# Tim Wieskötter
Tim Wieskötter (Emsdetten, 12 marzo 1979) è un canoista tedesco.
Ha vinto una medaglia di bronzo ai Giochi olimpici di Sydney 2000 e una d'oro ad Atene 2004, entrambe nel K2 500 m e sempre in coppia con Ronald Rauhe. Ha vinto anche numerosi titoli mondiali.

## Palmarès
- Olimpiadi

Sydney 2000: bronzo nel K2 500 m.
Atene 2004: oro nel K2 500 m.
Pechino 2008: argento nel K2 500 m.
- Mondiali

2001 - Poznań: oro nel K2 500 m e argento nel K2 200 m.
2002 - Siviglia: oro nel K2 500 m e bronzo nel K2 200 m.
2003 - Gainesville: oro nel K2 500 m e bronzo nel K2 200 m.
2005 - Zagabria: oro nel K2 500 m.
2006 - Seghedino: oro nel K2 200 m e K2 500 m.
2007 - Duisburg: oro nel K2 500 m e argento nel K2 200 m.
- Campionati europei di canoa/kayak sprint

Poznań 2000: oro nel K2 500m e argento nel K2 200m.
Milano 2001: oro nel K2 200m e K2 500m.
Seghedino 2002: oro nel K2 500m e argento nel K2 200m.
Poznań 2004: oro nel K2 500m.
Poznań 2005: oro nel K2 500m e argento nel K2 200m.
Račice 2006: oro nel K2 200m e K2 500m.
Pontevedra 2007: oro nel K2 500m e argento nel K2 200m.
Milano 2008: oro nel K2 500m.
Trasona 2010: oro nel K4 1000m.